# Chaetocanace
Genre
Chaetocanace est un genre d'insectes diptères brachycères de la famille des Canacidae.

## Liste d'espèces
Selon Catalogue of Life (4 novembre 2018) :
- Chaetocanace biseta (Hendel, 1913)
- Chaetocanace brincki Delfinado, 1975
- Chaetocanace flavipes Mathis, 1996
- Chaetocanace koongarra Mathis, 1996
- Chaetocanace longicauda Mathis, 1996

## Publication originale
- Hendel, 1914 : Neue und interessante Dipteren aus dem kaiserl. Museum in Wien. pp. 1-574 (texte intégral) (de).